# Coordination Chemistry Reviews
Coordination Chemistry Reviews (abrégé en Coord. Chem. Rev.) est une revue scientifique à comité de lecture. Ce journal mensuel présente des articles originaux sous la forme de revues dans le domaine de la chimie de coordination.
D'après le Journal Citation Reports, le facteur d'impact de ce journal était de 12,239 en 2014. Actuellement, le directeur de publications est A. B. P. Lever (Université York, Canada).